# Смирнов Павло Юрійович
Павло́ Ю́рійович Смирно́в (8 липня 1989, с. Полуботки, Чернігівський район, Чернігівська область, Українська РСР — 22 квітня 2017, м. Торецьк, Донецька область, Україна) — старший солдат Збройних сил України, учасник російсько-української війни російсько-української війни.

## Біографія
Народився 1989 року в селі Полуботки на Чернігівщині. 2006 року закінчив Халявинську загальноосвітню школу в сусідньому селі Халявин. Займався спортом. У 2012—2013 роках проходив строкову військову службу. Працював бібліотекарем у ЗОШ I—III ступенів у с. Халявин.
Під час російської збройної агресії проти України 6 липня 2015 року Чернігівським ОМВК призваний на військову службу за контрактом. Служив у 550-й окремій радіолокаційній роті, в/ч А3547 (м. Чернігів) 138-ї радіотехнічної бригади Повітряного командування «Центр» Повітряних сил ЗС України.
Був відряджений до 72-ї окремої механізованої бригади, яка виконувала завдання на території проведення антитерористичної операції в Донецькій області. Проходив службу на посаді номера обслуги зенітно-кулеметного відділення.
22 квітня 2017 року близько 22:00 дістав тяжке поранення у живіт внаслідок мінометного обстрілу спостережного пункту поблизу смт Верхньоторецьке Ясинуватського району. Помер у шпиталі міста Торецька від поранення і втрати крові.
Похований 26 квітня на кладовищі рідного села Полуботки.
Залишились батьки і молодший брат Олексій, який служив разом із Павлом.

## Нагороди та вшанування
Указом Президента України № 161/2017 від 13 червня 2017 року, «за особисту мужність, виявлену у захисті державного суверенітету та територіальної цілісності України, самовіддане виконання військового обов'язку», нагороджений орденом «За мужність» III ступеня (посмертно).
4 вересня 2017 року на фасаді Халявинської ЗОШ I—III ст. відкрили меморіальну дошку полеглому на війні випускнику школи Павлові Смирнову.